# Squash bei den Commonwealth Games
Squash wurde erstmals 1998 in das Programm der Commonwealth Games aufgenommen. Seitdem war es bei allen nachfolgenden Austragungen Teil der Wettkämpfe. Bei den ausgetragenen Disziplinen handelt es sich um die Einzel- und Doppelwettbewerbe der Damen und Herren sowie um einen Mixed-Wettbewerb.

## Herren

### Einzel
| Jahr | Ort          | Gold            | Silber          | Bronze               |
| ---- | ------------ | --------------- | --------------- | -------------------- |
| 1998 | Kuala Lumpur | Peter Nicol     | Jonathon Power  | Paul Johnson         |
| 1998 | Kuala Lumpur | Peter Nicol     | Jonathon Power  | Alex Gough           |
| 2002 | Manchester   | Jonathon Power  | Peter Nicol     | Stewart Boswell      |
| 2002 | Manchester   | Jonathon Power  | Peter Nicol     | David Palmer         |
| 2006 | Melbourne    | Peter Nicol     | David Palmer    | Lee Beachill         |
| 2010 | Neu-Delhi    | Nick Matthew    | James Willstrop | Peter Barker         |
| 2014 | Glasgow      | Nick Matthew    | James Willstrop | Peter Barker         |
| 2018 | Gold Coast   | James Willstrop | Paul Coll       | Mohd Nafiizwan Adnan |
| 2022 | Birmingham   | Paul Coll       | Joel Makin      | Saurav Ghosal        |

### Doppel
| Jahr | Ort          | Gold                         | Silber                           | Bronze                       |
| ---- | ------------ | ---------------------------- | -------------------------------- | ---------------------------- |
| 1998 | Kuala Lumpur | Paul Johnson Mark Chaloner   | Rodney Eyles Byron Davis         | Peter Nicol Stuart Cowie     |
| 1998 | Kuala Lumpur | Paul Johnson Mark Chaloner   | Rodney Eyles Byron Davis         | Mark Cairns Chris Walker     |
| 2002 | Manchester   | Peter Nicol Lee Beachill     | Stewart Boswell Anthony Ricketts | Paul Price David Palmer      |
| 2002 | Manchester   | Peter Nicol Lee Beachill     | Stewart Boswell Anthony Ricketts | Paul Johnson Mark Chaloner   |
| 2006 | Melbourne    | Peter Nicol Lee Beachill     | Stewart Boswell Anthony Ricketts | Dan Jenson David Palmer      |
| 2010 | Neu-Delhi    | Nick Matthew Adrian Grant    | Stewart Boswell David Palmer     | Ryan Cuskelly Cameron Pilley |
| 2014 | Glasgow      | Cameron Pilley David Palmer  | Nick Matthew Adrian Grant        | James Willstrop Daryl Selby  |
| 2018 | Gold Coast   | Zac Alexander David Palmer   | Daryl Selby Adrian Waller        | Declan James James Willstrop |
| 2022 | Birmingham   | Declan James James Willstrop | Daryl Selby Adrian Waller        | Greg Lobban Rory Stewart     |

## Damen

### Einzel
| Jahr | Ort          | Gold              | Silber            | Bronze           |
| ---- | ------------ | ----------------- | ----------------- | ---------------- |
| 1998 | Kuala Lumpur | Michelle Martin   | Sarah Fitz-Gerald | Sue Wright       |
| 1998 | Kuala Lumpur | Michelle Martin   | Sarah Fitz-Gerald | Cassie Jackman   |
| 2002 | Manchester   | Sarah Fitz-Gerald | Carol Owens       | Rachael Grinham  |
| 2002 | Manchester   | Sarah Fitz-Gerald | Carol Owens       | Cassie Jackman   |
| 2006 | Melbourne    | Natalie Grinham   | Rachael Grinham   | Shelley Kitchen  |
| 2010 | Neu-Delhi    | Nicol David       | Jenny Duncalf     | Kasey Brown      |
| 2014 | Glasgow      | Nicol David       | Laura Massaro     | Joelle King      |
| 2018 | Gold Coast   | Joelle King       | Sarah-Jane Perry  | Tesni Evans      |
| 2022 | Birmingham   | Georgina Kennedy  | Hollie Naughton   | Sarah-Jane Perry |

### Doppel
| Jahr | Ort          | Gold                              | Silber                          | Bronze                          |
| ---- | ------------ | --------------------------------- | ------------------------------- | ------------------------------- |
| 1998 | Kuala Lumpur | Sue Wright Cassie Jackman         | Robyn Cooper Rachael Grinham    | Sarah Fitz-Gerald Carol Owens   |
| 1998 | Kuala Lumpur | Sue Wright Cassie Jackman         | Robyn Cooper Rachael Grinham    | Claire Nitch Natalie Grainger   |
| 2002 | Manchester   | Carol Owens Leilani Rorani        | Tania Bailey Cassie Jackman     | Natalie Grinham Rachael Grinham |
| 2002 | Manchester   | Carol Owens Leilani Rorani        | Tania Bailey Cassie Jackman     | Fiona Geaves Linda Charman      |
| 2006 | Melbourne    | Natalie Grinham Rachael Grinham   | Shelley Kitchen Tamsyn Leevey   | Tania Bailey Vicky Botwright    |
| 2010 | Neu-Delhi    | Jaclyn Hawkes Joelle King         | Jenny Duncalf Laura Massaro     | Kasey Brown Donna Urquhart      |
| 2014 | Glasgow      | Dipika Pallikal Joshna Chinappa   | Jenny Duncalf Laura Massaro     | Emma Beddoes Alison Waters      |
| 2018 | Gold Coast   | Joelle King Amanda Landers-Murphy | Dipika Pallikal Joshna Chinappa | Rachael Grinham Donna Urquhart  |
| 2022 | Birmingham   | Joelle King Amanda Landers-Murphy | Sarah-Jane Perry Alison Waters  | Rachel Arnold Aifa Azman        |

## Mixed
| Jahr | Ort          | Gold                          | Silber                          | Bronze                          |
| ---- | ------------ | ----------------------------- | ------------------------------- | ------------------------------- |
| 1998 | Kuala Lumpur | Michelle Martin Craig Rowland | Suzanne Horner Simon Parke      | Sarah Cook Glen Wilson          |
| 1998 | Kuala Lumpur | Michelle Martin Craig Rowland | Suzanne Horner Simon Parke      | Natalie Grainger Rodney Durbach |
| 2002 | Manchester   | Leilani Rorani Glen Wilson    | Nicol David Ong Beng Hee        | Robyn Cooper Joseph Kneipp      |
| 2002 | Manchester   | Leilani Rorani Glen Wilson    | Nicol David Ong Beng Hee        | Fiona Geaves Chris Walker       |
| 2006 | Melbourne    | Natalie Grinham Joseph Kneipp | Vicky Botwright James Willstrop | Rachael Grinham David Palmer    |
| 2010 | Neu-Delhi    | Kasey Brown Cameron Pilley    | Joelle King Martin Knight       | Nicol David Ong Beng Hee        |
| 2014 | Glasgow      | Rachael Grinham David Palmer  | Alison Waters Peter Barker      | Kasey Brown Cameron Pilley      |
| 2018 | Gold Coast   | Donna Urquhart Cameron Pilley | Dipika Pallikal Saurav Ghosal   | Joelle King Paul Coll           |
| 2022 | Birmingham   | Joelle King Paul Coll         | Alison Waters Adrian Waller     | Dipika Pallikal Saurav Ghosal   |

## Erfolgreichste Teilnehmer
Mehrere Spieler konnten mehr als eine Goldmedaille gewinnen:
| Platz | Spieler/in            | Gold | Silber | Bronze | Gesamt |
| ----- | --------------------- | ---- | ------ | ------ | ------ |
| 1     | Joelle King           | 5    | 1      | 2      | 8      |
| 2     | / Peter Nicol         | 4    | 1      | 1      | 6      |
| 3     | David Palmer          | 3    | 2      | 4      | 9      |
| 4     | Cameron Pilley        | 3    | −      | 2      | 5      |
| 5     | Natalie Grinham       | 3    | −      | 1      | 4      |
| 6     | Nick Matthew          | 3    | −      | −      | 3      |
| 7     | James Willstrop       | 2    | 3      | 2      | 7      |
| 8     | Rachael Grinham       | 2    | 2      | 3      | 7      |
| 9     | Paul Coll             | 2    | 1      | 1      | 4      |
| 9     | Nicol David           | 2    | 1      | 1      | 4      |
| 11    | Lee Beachill          | 2    | −      | 1      | 3      |
| 12    | Amanda Landers-Murphy | 2    | −      | −      | 2      |
| 12    | Michelle Martin       | 2    | −      | −      | 2      |
| 12    | Leilani Rorani        | 2    | −      | −      | 2      |

## Ewiger Medaillenspiegel
| Platz | Land       | Gold | Silber | Bronze | Gesamt |
| ----- | ---------- | ---- | ------ | ------ | ------ |
| 1     | England    | 11   | 17     | 16     | 44     |
| 2     | Australien | 11   | 8      | 14     | 33     |
| 3     | Neuseeland | 8    | 4      | 4      | 16     |
| 4     | Malaysia   | 2    | 1      | 3      | 6      |
| 5     | Indien     | 1    | 2      | 2      | 5      |
| 6     | Kanada     | 1    | 2      | −      | 3      |
| 7     | Schottland | 1    | −      | 2      | 3      |
| 8     | Wales      | −    | 1      | 2      | 3      |
| 9     | Südafrika  | −    | −      | 2      | 2      |